# The Holiday
Pour les articles homonymes, voir Holiday.
Pour plus de détails, voir Fiche technique et Distribution.
The Holiday, ou Les Vacances au Québec et au Nouveau-Brunswick, est une comédie romantique américaine écrit et réalisé par Nancy Meyers, sortie en 2006.
Malgré avoir reçu des critiques mitigées lors de sa sortie, avec des éloges pour sa conception visuelle et les performances de la distribution et des critiques pour son intrigue prévisible, The Holiday est devenu populaire auprès du public, qui a qualifié le film de "classique de Noël", et a ensuite développé un culte ces dernières années.
Le film obtient également un succès commercial.

## Synopsis
L'extravertie Amanda Woods vit à Los Angeles et possède une agence hollywoodienne qui produit des bandes-annonces de films. Elle vient de rompre avec son petit ami, Ethan, après avoir appris qu'il l'a trompée, ce dernier lui reprochant son manque d'affection. Amanda essaie plus tard de pleurer en vain quand elle est seule. De son côté, la passionnée mais timorée Iris Simpkins, qui vit dans le Surrey, est chroniqueuse pour un journal londonien. Elle est toujours amoureuse de son collègue et ex-petit ami Jasper Bloom depuis trois ans, bien qu'il l'ait trompée et qu'il soit émotionnellement dans le besoin. L'annonce des fiançailles de Jasper avec une autre femme plonge Iris dans le désarroi. Voulant passer Noël le plus loin possible, Amanda et Iris font connaissance grâce à une plateforme d'échange de maison sur Internet et décident de passer leurs vacances l'une chez l'autre pendant deux semaines.
Amanda n'arrive pas à s'endormir en raison du décalage horaire le jour de son arrivée dans le cottage d'Iris au Surrey, quand une nuit elle fait la rencontre de Graham, le séduisant frère d'Iris qui travaille dans l'édition de livres. Ce dernier, ivre, débarque chez sa sœur comme il le fait d'habitude quand il est en état d'ébriété. Amanda accepte de le laisser dormir avant de spontanément coucher avec lui après que ce dernier l'a embrassée. Elle a déjà prévu son départ pour le lendemain car elle se sent seule. Cependant, Graham parvient à la convaincre de rester dans le Surrey. Dans un restaurant, ils apprennent à mieux se connaître. Amanda lui révèle que ses parents ont divorcé lorsqu'elle avait quinze ans et qu'elle n'a plus pleuré depuis cet événement.
Iris est complètement dépassée par la grande villa d'Amanda, mais semble s'acclimater rapidement. Un jour, elle fait connaissance avec Arthur Abbott, son voisin, avec lequel elle se lie d'amitié. Le vieil homme, ancien scénariste ayant obtenu un Oscar, fait découvrir à Iris, qui lui a parlé de ses déboires sentimentaux avec Jasper, des grands classiques du cinéma hollywoodien avec des personnages féminins forts. Iris fait également la connaissance de Miles, compositeur de musique de films et collègue d'Ethan. Elle tombe amoureuse de Miles, bien que ce dernier soit en couple avec Maggie, une jeune actrice en herbe. Néanmoins, Iris passe du temps avec Miles et le présente à Arthur. Lorsque l'ancien cinéaste est invité à une cérémonie honorant son travail mais qu'il refuse d'y assister de peur que personne ne vienne, Iris parvient à le convaincre d'accepter cet hommage de la profession du cinéma. Pendant ce temps, en Angleterre, Amanda et Graham développent une romance. Le seul obstacle semble être Sophie et Olivia, dont Amanda voit le nom sur l'écran du téléphone portable de Graham. Mais en venant à l'improviste chez lui, elle découvre que Sophie et Olivia sont deux petites filles dont Graham est le père. Graham explique à Amanda qu'il est veuf depuis deux ans. Il lui dit également qu'il ne voulait pas présenter ses filles à une femme qu'elles ne reverraient peut-être jamais.
Alors qu'il est dans un vidéo-club avec Iris, Miles aperçoit Maggie qui le trompe avec un autre acteur. Il décide alors de passer la soirée avec la jeune Anglaise, qui lui raconte ses expériences avec Jasper. Plus tard dans la journée, Maggie appelle Miles au téléphone, le contraignant à la rejoindre. De retour dans la villa peu de temps après, Iris a la surprise de voir Jasper se tenir devant sa porte. Bien qu'il soit toujours fiancé, il lui dit avoir mal vécu son départ et combien elle lui a manqué. Au cours de leur conversation, Iris, grâce aux conseils d'Arthur, se rend compte que sa relation avec Jasper est dommageable pour elle et décide de mettre Jasper à la porte. Iris accompagne Arthur à la cérémonie de la Writers Guild, à laquelle de nombreuses personnes sont venues. Miles, qui a finalement rompu avec Maggie, vient retrouver Iris et lui propose de fêter le Nouvel An, ce qu'elle accepte avant de l'embrasser.
Quand arrive le dernier jour des vacances, Amanda et Graham conviennent de se voir le plus souvent possible. Amanda pleure dans la voiture qui l'emmène à l'aéroport, ce qu'elle n'a pas pu faire depuis des années avant de faire demi-tour et de rentrer en courant jusqu'au cottage. Là, elle tombe dans les bras de Graham, qui pleure aussi, et acceptent également de passer le Nouvel An ensemble.
Le soir du Nouvel An, Iris, Amanda, Miles, Graham et ses filles célèbrent tous joyeusement les fêtes à la maison de Graham.

## Fiche technique
- Titre original et français : The Holiday
- Réalisation et scénario : Nancy Meyers
- Musique : Hans Zimmer
- Direction artistique : Dan Webster
- Décors : Jon Hutman
- Costumes : Marlene Stewart
- Photographie : Dean Cundey
- Son : Petur Hliddal
- Montage : Joe Hutshing
- Production : Nancy Meyers et Bruce A. Block
- Sociétés de production : Universal Pictures, Columbia Pictures, Relativity Media et Waverly Films
- Sociétés de distribution : Columbia Pictures (États-Unis), United International Pictures (France)
- Budget : 85 millions de $[1]
- Pays de production :  États-Unis
- Langue originale : anglais
- Format : couleur — 1,85:1 — 35 mm — son Dolby Digital
- Genre : comédie romantique
- Durée : 136 minutes
- Dates de sortie :
  - États-Unis : 29 novembre 2006 (première à New York), 8 décembre 2006 (sortie nationale)
  - France : 27 décembre 2006
- Classifications :
  - États-Unis : PG-13
  - France : tous publics

## Distribution
- Cameron Diaz (VF : Marjorie Frantz et VQ : Camille Cyr-Desmarais) : Amanda Woods
- Kate Winslet (VF : Anneliese Fromont et VQ : Viviane Pacal) : Iris Simpkins
- Jude Law (VF : Jean-Pierre Michaël et VQ : Martin Watier) : Graham Simpkins
- Jack Black (VF : Philippe Bozo et VQ : François L'Écuyer) : Miles Dumont
- Eli Wallach (VF : Pierre Bonzans et VQ : Hubert Fielden) : Arthur Abbott
- Edward Burns (VF : Damien Boisseau et VQ : Benoît Gouin) : Ethan
- Rufus Sewell (VF : Bernard Gabay et VQ : Daniel Picard) : Jasper Bloom
- Miffy Englefield : Sophie, fille aînée de Graham
- Emma Pritchard : Olivia, fille cadette de Graham
- Sarah Parish (VQ : Élise Bertrand) : Hannah
- Shannyn Sossamon (VQ : Maïa Loïnaz) : Maggie
- Bill Macy : Ernie
- Shelley Berman : Norman
- Kathryn Hahn : Bristol
- John Krasinski : Ben
- Lindsay Lohan : la star féminine du film d'action (non créditée)
- James Franco : la star masculine du film d'action (non crédité)
- Dustin Hoffman (VF : Bernard Tiphaine) : client d'une vidéothèque (non crédité)
- Alex O'Loughlin : l'homme qui embrasse une femme
- Odette Yustman : la femme qui embrasse un homme

 Source et légende : version française (VF) sur RS Doublage

## Production

### Genèse et développement
L'idée de départ de The Holiday vient de sa réalisatrice et scénariste Nancy Meyers. En naviguant sur Internet, elle découvre un site spécialisé dans les trocs de maisons. Elle base le scénario sur le concept des échanges de logements entre personnes vivant dans des villes, régions ou pays différents. Meyers a écrit les quatre rôles principaux en ayant Cameron Diaz, Kate Winslet, Jude Law et Jack Black en tête,.
Fan du travail de Meyers, Diaz accepta de jouer le rôle d'Amanda et signa pour tourner le film après avoir lu des parties du script. En commentant sa décision de jouer Amanda, l'actrice déclare que son personnage « était totalement identifiable parce que nous avons tous eu ces relations qui ont échoué », mais a « adoré la bravoure dont elle fait preuve » car elle « apprend qui elle l'est et s'ouvre à des possibilités qu'elle ne s'est jamais autorisées à avoir auparavant », faisant sentir à l'actrice que « c'était un message tellement merveilleux à faire passer » .
Le personnage d'Iris a été écrit par Meyers pour Kate Winslet, qui a été nommé d'après la fille de Jude Law. Admiratrice du travail de la réalisatrice avec Tout peut arriver, l'actrice britannique, davantage connue pour ses interprétations dans des films d'époque, accepta de participer au long-métrage car elle aime l'idée de jouer une Anglaise contemporaine dans une comédie romantique, un genre qu'elle n'avait jamais fait auparavant. Néanmoins, elle s'est sentie nerveuse et effrayée à l'idée d'être drôle à certains moments, parlant beaucoup avec Jude Law au téléphone avant le début du tournage. Pour se préparer, Winslet a regardé des comédies loufoques des années 1940 tels que La Dame du vendredi et Indiscrétions pour étudier les dialogues et les personnages.
Jude Law, quant à lui, a accepté de jouer Graham car il était intéressé à jouer un type de personnage qu'il n'avait jamais joué auparavant dans un film. Connu pour ses rôles dramatiques d'époque et dans des films de science-fiction, Law a trouvé difficile d'aborder le personnage de Graham, car comme pour Winslet, il se sentait plus vulnérable à l'idée de jouer un personnage qui correspondait à son propre look et ne nécessitait pas d'accent, de costume ou de déménagement. Meyers, qui n'était pas immédiatement sûr que Law allait s'intégrer au genre et dont le personnage a plus évolué au cours de l'écriture que les autres, a décidé de le lancer après une réunion au cours de laquelle ils ont parcouru le scénario ensemble. En se préparant pour son rôle, Meyers lui a envoyé une collection de films avec Clark Gable pour préparer la performance qu'elle voulait. Le rôle de Miles a été écrit spécifiquement pour Jack Black après que Meyers ait vu sa performance dans Rock Academy,. Sur son casting, Meyers a commenté que quand elle pensait à ce film, « [elle] pensai[t] que c'était quelqu'un pour qui [elle] aimerai[t] écrire un rôle et [elle est] consciente qu'il n'est pas Clark Gable, il n'est pas grand, ténébreux et beau, mais il est adorable, il est adorable » et que c'est sa « façon de dire que c'est le bon genre de gars, c'est à quoi ressemblent la plupart des gars s'ils ont de la chance, il est tellement adorable, et pourquoi pas ? ». Au départ, Black n'était pas très emballé à l'idée de tourner une comédie romantique, se sentant « flatté [et] un peu nerveux » à propos de l'approche de Meyers,, avant d'être convaincu de signer pour The Holiday car il a Winslet comme partenaire à l'écran,. Alors qu'il sentait qu'il était difficile de trouver le côté adorable dans son rôle, Black a apprécié la relation de Miles avec la musique.
Parmi les rôles secondaires, celui d'Arthur Abbott, le voisin d'Amanda qui devient ami avec Iris, est confié à Eli Wallach, alors âgé de quatre-vingt-dix ans au moment du tournage. Rufus Sewell tient le rôle de Jasper (à noter que Sewell et Winslet ont été en couple durant un an dans les années 1990,), tandis que Shannyn Sossamon incarne la petite amie de Miles, Edward Burns, l'ex-petit ami d'Amanda, Kathryn Hahn et John Krasinski les collègues d'Amanda.

### Tournage
Le tournage de The Holiday s'est déroulé du 4 janvier au 15 juin 2006. La production a commencé à Los Angeles, puis a déménagé en Angleterre pendant un mois avant de terminer le tournage en Californie. La photographie principale a commencé dans la région de Brentwood dans la région de Los Angeles Westside, où les vrais vents de Santa Ana auraient donné à Meyers et à son équipe une journée d'hiver aussi chaude que celle prévue dans le scénario. Bien que la maison d'Amanda soit située à Brentwood, les scènes extérieures de la propriété fermée ont en fait été filmées devant la maison Mission Revival de l'architecte du sud de la Californie Wallace Neff à San Marino, une banlieue adjacente à Pasadena. Neff avait construit la maison pour sa famille en 1928. Les intérieurs de la maison d'Amanda ont été filmés aux studios Sony Pictures à Culver City. D'autres emplacements de Los Angeles comprenaient la maison d'Arthur à Brentwood et la maison de Miles, conçue par Richard Neutra, qui est située sur Neutra Place dans la région de Silver Lake à Los Angeles, près du centre-ville.
La partie britannique du film a été partiellement tournée à Godalming et Shere, une ville et un village du comté de Surrey, dans le sud-est de l'Angleterre, qui remonte au XIe siècle. L'extérieur du cottage a été construit dans un champ adjacent à l'église St James à Shere. L'équipe de production avait trouvé un véritable cottage mais il était situé à une distance considérable de Londres, où l'équipe était basée, ils ont donc choisi d'en construire un pour le tournage. Pour la scène de la promenade d'Amanda et Graham, dans le jardin anglais a été traitée par Nancy Meyers sous la forme d'une séquence de montage dans le style des années soixante en s'inspirant du travail de Claude Lelouch dont elle est admiratrice,,. Pour se préparer à sa scène d'ivresse, Jude Law a profité des souvenirs d'Eli Wallach, qui lui a parlé des conseils qu'il a reçu de John Huston sur un tournage. Durant le tournage, Meyers trouva Wallach si animé et énergique sur le plateau, qu'elle a dû lui rappeler plusieurs fois pendant le tournage de ralentir, de bouger plus lentement et d'agir plus comme un homme plus âgé.
La réalisatrice, qui écrit ses scénarios en écoutant de la musique, a créé l'ambiance sur le plateau en faisant jouer les morceaux qu'elle écoutait lors de l'écriture, offrant une ambiance détendue lors du tournage, ce qui a permis aux comédiens de jouer en fonction du rythme de la musique. Sur le tournage, Meyers a gratifié l'équipe d'une vaste sélection d'airs et de musiques. Cette dernière a permis également aux acteurs d'improviser certaines scènes. La danse d'Iris lors de son arrivée dans la maison d'Amanda a été improvisée par Kate Winslet elle-même. De même que la scène du vidéo-club entre Iris et Miles ont été jouées par instinct par Winslet et Black, qui est marquée par une apparition de Dustin Hoffman pendant que Miles parle du Lauréat. L'apparition d'Hoffman, qui connait Meyers, n'était pas du tout prévu et non scénarisé. Se rendant à Blockbuster Videos pour chercher un film, Hoffman a vu le tournage et est allé voir. Meyers a alors scénarisé avec lui sa courte scène. En développant son personnage, Diaz a également improvisé sur le plateau : « Il y avait quelques scènes qui ont été écrites sur la page mais ensuite Nancy et moi nous sommes un peu amusés avec elles. Nous ne voulions pas la prendre [la comédie] trop large. Nous voulions que ce soit crédible, alors nous avons inclus des moments réalistes », a-t-elle déclaré.

## Accueil

### Accueil critique

#### Dans les pays anglophones
L'accueil critique de The Holiday au moment de sa sortie en salles demeure mitigé de la part de la presse spécialisée. Dans les pays anglophones, le long-métrage obtient un taux d'approbation de 49% sur le site Rotten Tomatoes, sur la base de cent-cinquante-huit critiques collectées, notant dans son consensus que « Bien que ce soit certainement doux et même quelque peu touchant, The Holiday est si parfaitement prévisible que le public peut finir par opter pour un départ anticipé ». Sur le site Metacritic, le film obtient un score de 52/100, sur la base de trente-et-une critiques collectées et une mention « avis mitigés ».
Dans sa critique pour USA Today, Claudia Puig a constaté que The Holiday est un mélange rare de comédie romantique et chick flick qui, « en dépit de son sentimentalisme manifeste et principe de conte de fées, ne se sent pas d'une douceur écœurante ». Elle a estimé qu'« une grande partie du mérite revient au casting inspiré et à l'alchimie des acteurs ». Carina Chocano, écrivant pour le Los Angeles Times a noté que « comme un tour de magie à l'envers, The Holiday révèle la mécanique de la formule tout en essayant de maintenir l'illusion », tout en complimentant les performances de Winslet et Law, mais était critique envers la prestation de Diaz. Rex Reed du New York Observer a noté qu'« au moins 90 pour cent de The Holiday est un bas de Noël de Tiffany's [...] si chargé de charme qu'il vous fait rayonner partout et met un sourire dans votre cœur ». Alors qu'il a estimé que les quinze dernières minutes du film « diminuent beaucoup les bonnes intentions du film », il a ajouté que Meyers « a créé des situations chaleureuses, a écrit des vannes parodiques et a fourni à Eli Wallach son meilleur rôle depuis des années ».
Un peu moins enthousiaste, Owen Gleiberman de Entertainment Weekly a noté le film avec une note « B– », le résumant comme un « film de filles à l'emporte-pièce ». Il a conclu que « c'est une prémisse consciemment à l'ancienne, avec trop de tergiversations à la sous-Bridget Jones, mais le dialogue de Nancy Meyers a un éclat synthétique guilleret ». Justin Chang de Variety a écrit que même si « les personnages de Meyers ont tendance à être plus réfléchis et conscients d'eux-mêmes (ou du moins plus conscients d'eux-mêmes) que la plupart [...] ce film trop long n'est pas aussi intelligent qu'il le voudrait, et il succombe volontiers aux clichés très rom-com qu'il prétend subvertir », mais ajoute que « dans un casting fougueux [...] les Britanniques surpassent facilement leurs homologues yankees. Winslet pleure et gémit sans sacrifier son éclat ou la sympathie du public, tandis que Law, légèrement moins larmoyant, accumule sans effort le charme dans un rôle qui aura des résonances amusantes pour les lecteurs de tabloïds ». Ruthe Stein du San Francisco Chronicle a fait remarquer que le film était le film, le plus centré sur l'amour depuis Love Actually, « a des moments charmants et un message d'espoir pour les célibataires découragés, mais il manque la résonance émotionnelle de Tout peut arriver et la folie de Ce que veulent les femmes. À deux heures et 16 minutes, The Holiday est ridiculement long pour une comédie romantique et gagnerait à perdre au moins une demi-heure ».
Depuis sa sortie, The Holiday a été qualifié de classique de Noël moderne. Le public réserve un accueil positif avec un taux d'approbation de 80% sur Rotten Tomatoes, sur la base de plus de 250 000 évaluations et un score de 8,5/10 sur Metacritic, sur la base de deux-cent-trente-et-un commentaires. Le long-métrage obtient une note de 6,9/10 sur le site IMDb, sur la base de plus de 258 000 votes.

#### En France
En France, l'accueil de la presse est également mitigé à sa sortie, obtenant une moyenne de 2,4/5 sur le site AlloCiné, d'après l'interprétation de dix-huit critiques de presse recensées. Isabelle Regnier du Monde écrit dans sa critique assez positive qu'il s'agit d'« une comédie romantique respectueuse des canons de ce genre, mais qui se distingue du tout-venant par quelques épices savoureuses ». Parmi les critiques les plus modérées, Barbara Théate du Journal du Dimanche note que « The Holiday confirme la bonne santé de la comédie romantique en cette fin d'année. A la sauce américaine, avec quelques grumeaux ». Bien que lui reprochant la durée du film, Alain Grasset du Parisien le trouve « léger, plein d'humour british ». Les prestations de Kate Winslet, Cameron Diaz et surtout Eli Wallach sont saluées par certains critiques comme Ouest France, Télérama et Score. Parmi les critiques négatives, Christine Haas de Paris Match sauve la prestation de Kate Winslet, qui « qui brille par sa chaleureuse sincérité » dans ce « pâle conte de Noël », tout comme Marie Bernard du site aVoir-aLire.com qui trouve que l'actrice britannique « en ressort (presque) indemne ».

### Box-office
| Pays ou région        | Box-office        | Date d'arrêt du box-office | Nombre de semaines |
| --------------------- | ----------------- | -------------------------- | ------------------ |
| États-Unis            | 63 224 849 $      | 28 janvier 2007            | 8                  |
| Royaume-Uni           | 23 942 336 $      | 18 février 2007            | 11                 |
| France                | 1 001 522 entrées | 20 février 2007            | 8                  |
| Total hors États-Unis | 142 617 036 $     |                            |                    |
| Total mondial         | 205 841 885 $     |                            |                    |

Sorti aux États-Unis dans 2 610 salles, The Holiday se hisse à la troisième place du box-office avec 12 778 913 $ de recettes lors de son premier week-end d'exploitation, ce qui constitue un résultat en deçà du démarrage du précédent long-métrage de Nancy Meyers, Tout peut arriver, sorti trois ans auparavant. Malgré une diffusion qui passe à 2 698 salles durant les fêtes de Noël et du Nouvel An, le film peine à se maintenir, n'ayant engrangé que 52 148 595 $ au 1er janvier 2007. L'exploitation en salles de The Holiday sur le territoire américain se finit après huit semaines, avec 63 224 849 $ de recettes.
Malgré la relative déception au box-office américain, The Holiday réussit à fonctionner au box-office international, rapportant plus de 142 600 000 $ grâce aux résultats dans certains pays tels que le Royaume-Uni (23 942 336 $), l'Allemagne (16 123 230 $), le Japon (11 147 769 $), l'Australie (10 179 824 $) et dans une moindre mesure la France (8 365 534 $), la Corée du Sud (8 217 382 $), l'Espagne (6 154 701 $) et l'Italie (6 079 376 $). Ayant bénéficié d'une sortie limitée en décembre 2020 au Royaume-Uni et en Australie, The Holiday rapporte un total 8 249 $, portant le cumul au box-office mondial à 205 850 134 $.
En France, The Holiday sort dans 413 salles, mais ne parvient qu'à se placer en quatrième place du box-office durant les premières semaines d'exploitation avec 686 368 entrées (dont 399 396 entrées en première semaine). Après huit semaines, le long-métrage finit son exploitation en ayant atteint le million d'entrées.

## Distinctions
| Événement                      | Catégorie                        | Récipiendaire         | Résultat   |
| ------------------------------ | -------------------------------- | --------------------- | ---------- |
| ALMA Awards                    | Meilleure actrice dans un film   | Cameron Diaz          | Nomination |
| Irish Film & Television Awards | Meilleure actrice internationale | Kate Winslet          | Nomination |
| NRJ Ciné Awards                | Meilleur baiser                  | Cameron Diaz Jude Law | Nomination |
| Teen Choice Awards             | Meilleure comédie romantique     | NC                    | Lauréat    |
| Teen Choice Awards             | Meilleure crise de colère        | Cameron Diaz          | Nomination |

## Autour du film
- On voit dans le film de nombreuses bandes-annonces totalement fictionnelles comme les moments où Amanda, qui dirige une société de lancement de films, s'imagine en vedette de trailers. Le procédé a été également utilisé par Ben Stiller dans Tonnerre sous les Tropiques.
- La réalisatrice a conseillé à Jude Law de s'inspirer de Cary Grant pour son rôle, ce qu'il a fait en visionnant plusieurs de ses films[21].
- Dans le rôle de l'ancien scénariste Arthur Abbot, âgé de 90 ans, le confident d'Iris à L.A, on retrouve rien moins qu'Eli Wallach, acteur-culte du western spaghetti des années 1960-70 et colérique mafioso du film Le Cerveau de Gérard Oury en 1969.
- Dustin Hoffman fait une brève apparition dans son propre rôle lorsque le film Le Lauréat est évoqué par Miles.
- Le film s'ouvre sur une citation, « L'amour est aveugle », attribuée par les scénaristes à William Shakespeare (1564-1616). L'auteur réel de cette phrase est l'écrivain français Odet de Turnèbe (1553-1581)[39].
- Dans les bonus du film, Cameron Diaz dit que The Holiday était le film le plus physique qu'elle avait eu à faire spécifiquement à cause de toutes les fois où elle a dû courir.
- Le film débute par une scène où, en 2006, fumer dans des lieux publics tels que des bureaux était sans doute déjà politiquement incorrect mais néanmoins pas encore interdit.
- Le site utilisé par Amanda et Iris, HomeExchange.com, existe bel et bien. En revanche, leurs maisons ont été totalement construites en studio par l'équipe de tournage. Le jardin d'Iris a demandé le plus de travail: deux semaines à l'équipe de décoration pour lui donner son aspect ancien et un peu sauvage, comme le veut la tradition britannique.
- Comme leurs personnages, Kate Winslet, Rufus Sewell et Jude Law sont britanniques alors que Cameron Diaz, Eli Wallach et Jack Black sont américains.
- Lorsqu'Iris demande à Miles s'il a composé lui-même la musique qu'il passe sur son autoradio, celui-ci lui répond qu'elle est signée Ennio Morricone. Il s'agît de la musique du film Cinema Paradiso (1988).